# Simon van Gijn
Simon van Gijn (Vlaardingen, 18 september 1836 – Dordrecht, 1922) was een advocaat, bankier, verzamelaar. Zijn collectie is onderdeel van het museum Huis van Gijn in Dordrecht.

## Leven en werk
Simon van Gijn werd in 1836 geboren als zoon van Cornelia Johanna Hooghwinkel en Dirk de Kater van Gijn. Zijn vader stamde uit een familie van scheepsbouwers en reders te Vlaardingen. Zijn moeder was dochter van een bankier uit Dordrecht. Zijn ouders trouwden in 1833 in Dordrecht en gingen in Vlaardingen wonen. Hun eerste twee kinderen (een tweeling) overleden bij hun geboorte in 1835. Simon werd een jaar later geboren en bleef hun enige kind. De familie Van Gijn verhuisde in 1842 naar Dordrecht waar vader Van Gijn firmant werd van de familiefirma Hoogwinkel & co.
Al tijdens zijn lagere schooltijd kreeg Simon belangstelling voor geschiedenis. Eénmaal per jaar reisde de familie ook naar het buitenland voor vakantie. In 1851 bezocht de familie de Wereldtentoonstelling in Londen. In 1853 ging Simon rechten studeren in Leiden. Deze studie voltooide hij in 1862 waarna hij nog bij professor R. Fruin colleges vaderlandse geschiedenis volgde. In 1862 vestigde hij zich weer in Dordrecht waar hij tot 1864 als advocaat actief was. In 1864 trad hij toe tot de firma Hooghwinkel & Co. Hetzelfde jaar trouwde hij met Cornelia Agatha Vriesendorp, dochter van Anna Cornelia van Wageningen en Jacob Staats Johannes Vriesendorp.  Zij vestigden zich in het woonhuis op de Nieuwe Haven nu museum Huis Van Gijn. In 1889 overleed zijn vrouw.
In 1892 vertrok hij bij de firma Hooghwinkel & Co. Hetzelfde jaar was hij een van de oprichters van de Vereniging Oud-Dordrecht. In 1922 overleed Van Gijn, nadat zijn gezondheid al jaren niet meer optimaal was geweest en hij gekluisterd was geweest aan een invalidestoel. Zijn huis en inventaris vermaakte hij aan de Vereniging Oud-Dordrecht met als bepaling  dat het huis tot museum moest worden ingericht.

## Verzamelaar
Simon van Gijn mag worden beschouwd als een belangrijk Nederlandse verzamelaar van prenten. Bij zijn dood bezat hij ongeveer 25.000 prenten, aquarellen, tekeningen en foto’s. Met het verzamelen hiervan was hij al in zijn studententijd begonnen en hij zette het zijn gehele leven voort.  Een onderdeel van zijn verzameling vormde de historische atlas van Dordrecht waarvan de kern  wordt gevormd door de collectie van een andere Dordtse verzamelaar, Jan Schouten. Deze atlas schonk hij in 1916 aan de gemeente Dordrecht en bevindt zich in het Regionaal Archief Dordrecht. Daarnaast bouwde hij een historische atlas op gewijd aan de geschiedenis van vooral Nederland. Deze ‘Atlas van Gijn’ werd samen met onder meer het huis aan de Nieuwe Haven per testament gelegateerd aan de Vereniging Oud-Dordrecht die deze in 1949 overdroeg aan de gemeente Dordrecht. De atlas vormt onderdeel van de collectie van het Museum Huis van Gijn.
Ook verzamelde Simon van Gijn op allerlei ander gebied ten behoeve van de inrichting van zijn huis aan de Nieuwe Haven. Hij verzamelde onder meer meubels, wandtapijten, porselein, zilver, scheepsmodellen en schilderijen.  Na zijn dood werd het in 1925 opengesteld als museum. De collectie van de Vereniging Oud-Dordrecht werd aan de verzameling van Simon van Gijn toegevoegd.